# Avia Traffic Company
Avia Traffic Company (юридическое название — ОсОО «Авиа Трафик Компани») — киргизская авиакомпания, созданная 28 ноября 2003 года. Базируется в аэропорту «Манас» города Бишкека и выполняет регулярные внутренние рейсы между городами Кыргызстана и международные рейсы в Россию.

## Пункты назначения
Avia Traffic Company в зимнем расписании 2018-2019 гг. выполняет полёты в следующие города из Бишкека
| Государство | Направление     | Аэропорт     | Примечания                      |
| ----------- | --------------- | ------------ | ------------------------------- |
| Кыргызстан  | Ош              | Ош           |                                 |
| Кыргызстан  | Джалал-Абад     | Джалал-Абад  |                                 |
| Кыргызстан  | Исфана          | Исфана       |                                 |
| Россия      | Москва          | Домодедово   |                                 |
| Россия      | Екатеринбург    | Кольцово     |                                 |
| Россия      | Казань          | Казань       |                                 |
| Россия      | Красноярск      | Емельяново   |                                 |
| Россия      | Новосибирск     | Толмачево    |                                 |
| Россия      | Сургут          | Сургут       |                                 |
| Россия      | Грозный         | Грозный      |                                 |
| Россия      | Санкт-Петербург | Пулково      |                                 |
| Россия      | Краснодар       | Пашковский   |                                 |
| Россия      | Иркутск         | Иркутск      |                                 |
| Россия      | Воронеж         | Воронеж      |                                 |
| Казахстан   | Алматы          | Алматы       | чартерные рейсы                 |
| Турция      | Стамбул         | Ататюрк      |                                 |
| Турция      | Анталья         | Анталья      | чартерные рейсы в летний период |
| Таджикистан | Душанбе         | Душанбе      |                                 |
| Египет      | Шарм-эш-Шейх    | Шарм-эш-Шейх | чартерные рейсы в зимний период |
| Индия       | Дели            | Индира Ганди |                                 |
| Белоруссия  | Минск           | Минск        | с 25 июня 2021                  |

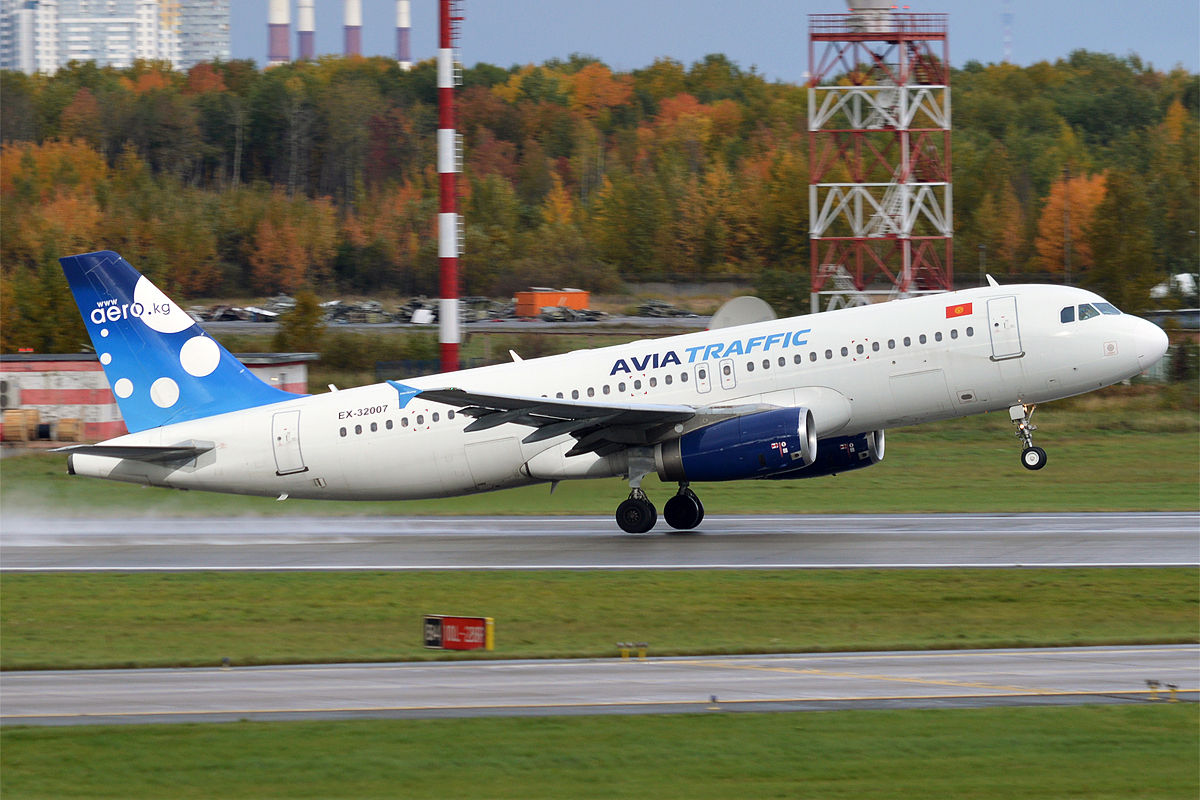
Самолёт Airbus A320-200 авиакомпании Avia Traffic Company взлетает из аэропорта Пулково города Санкт-Петербург

Avia Traffic Company в летнем расписании 2018 выполняет полёты в следующие города из Оша
| Государство | Направление     | Аэропорт   | Примечания |
| ----------- | --------------- | ---------- | ---------- |
| Кыргызстан  | Бишкек          | Манас      |            |
| Россия      | Москва          | Домодедово |            |
| Россия      | Екатеринбург    | Кольцово   |            |
| Россия      | Красноярск      | Емельяново |            |
| Россия      | Новосибирск     | Толмачево  |            |
| Россия      | Сургут          | Сургут     |            |
| Россия      | Иркутск         | Иркутск    |            |
| Россия      | Санкт-Петербург | Пулково    |            |

## Флот

### История флота
Авиакомпания начала выполнение своих рейсов на самолётах Let L-410 и АН-24. Позже, в 2010 году, авиакомпания расширила авиапарк за счёт поступления британских BAe 146-200. В 2011 году во флот прибыли самолёты Boeing 737-300. К 2013 году количество этих машин во флоте составило 4 шт. Boeing 737-300 позволили авиакомпании начать  выполнение рейсов на более протяженные направления. К концу 2016 во флот прибыли воздушные суда Arbus Airbus A320-200., в этом же году была прекращена эксплуатация BAe 146-200. Сегодня флот состоит из 3 машин Boeing 737-300, которые с 2013 года постепенно обновляются на более новые машины этого же образца. Также рейсы авиакомпании продолжают выполнять воздушные суда Airbus A320-200.

### Текущий флот
По данным на 3 мая 2024 года флот авиакомпании состоит из следующих судов:

## Происшествия
- Самолёт Boeing 737-300 22 ноября 2015 года, выполняя рейс Красноярск-Ош, потерпел крушение при заходе на посадку. Погибших нет, имелись пострадавшие[3].
- 15 мая 2018 года при подготовке к выполнению рейса Москва (Жуковский)-Ош самолёт Boeing 737-300 был задет тягачом.